# Санила
Сани́ла (Сенила; лат. Sanila, Senila; казнён в 834) — франкский дворянин вестготского происхождения, приближённый (возможно, вассал) графа Руссильона, Ампурьяса, Разе и Конфлана Госельма.
Впервые Санила упоминается в исторических источниках в феврале 820 года как человек, обвинивший в государственной измене маркграфа Готии и графа Барселоны Беру. Предполагается, что он действовал как представитель графа Госельма, который, хотя и был единокровным братом Беры, но испытывал к тому враждебные чувства. Согласно франкским хроникам, посланцы Испанской марки и ранее обвиняли Беру в злоупотреблениях и неверности императору Людовику I Благочестивому. На государственном совете в Ахене Санила представил императору доказательства вины графа Барселоны, однако, так как тот отрицал все предъявленные ему обвинения, Людовик I постановил, что истина должна быть установлена в судебном поединке между Санилой и Берой. Бой завершился победой обвинителя. Современные событиям хронисты особо подчёркивают необычность для императорского двора того, что этот поединок, по вестготскому обычаю, был конным, в то время как сами франки в подобных случаях сражались пешими. Бера, как проигравший бой, был признан виновным и приговорён к смертной казни, которую император заменил ссылкой в Руан. Все владения Беры были конфискованы и большая часть из них перешла сначала к графу Рампо, а в 826 году — к младшему брату Беры, Бернару Септиманскому, другу и союзнику графа Госельма. Лишение графа Беры всех его владений отмечено как важное событие в истории Франкского государства в нескольких хрониках (например, в «Анналах королевства франков» и сочинении Астронома «Жизнь императора Людовика». Эрмольд Нигелл, в 826 году написавший поэму «Прославление Людовика», подробно описал этот поединок, приведя помилование императором Беры как пример чрезвычайного милосердия Людовика Благочестивого.
О дальнейшей судьбе Санилы до 834 года ничего неизвестно. Предполагается, что в 832 году он, вслед за Госельмом, последовал в ссылку в Бургундию, в которую его господин был отправлен императором Людовиком I за поддержку мятежа Бернара Септиманского и короля Аквитании Пипина I. Находясь в ссылке, Госельм перешёл в лагерь сторонников Людовика Благочестивого, вероятно, надеясь добиться у императора прощения и возвратить конфискованные у него владения. Однако это решение сделало его врагом короля Италии Лотаря I, ведшего в это время войну со сторонниками своего отца. В 834 году при взятии Лотарем города Шалон-сюр-Сон Госельм, Санила и граф Мадалельм были взяты в плен и по приказу короля Италии обезглавлены.